# Lucid Air
Lucid Air är en elbil som den amerikanska biltillverkaren Lucid Motors introducerade i september 2020.
Lucid Motors presenterade sin första bilmodell i konceptform i december 2016. De första bilarna levererades till kund i slutet av 2021, med ett pris om $139 000. Räckvidden anges till 836 km.
Versioner:
| Modell                | Årsmodell | Motor          | Effekt  | Vridmoment | Batterikapacitet             |
| --------------------- | --------- | -------------- | ------- | ---------- | ---------------------------- |
| Air Pure              | 2022-     | 1 st elmotor   | 487 hk  |            | 88 kWh litiumjonackumulator  |
| Air Touring           | 2022-     | 2 st elmotorer | 629 hk  |            | 93 kWh litiumjonackumulator  |
| Air Grand Touring     | 2022-     | 2 st elmotorer | 811 hk  | 1200 Nm    | 112 kWh litiumjonackumulator |
| Air Dream Range       | 2022-     | 2 st elmotorer | 946 hk  | 1390 Nm    | 118 kWh litiumjonackumulator |
| Air Dream Performance | 2022-     | 2 st elmotorer | 1126 hk | 1390 Nm    | 118 kWh litiumjonackumulator |